# Mien Marchant
Cornelia Wilhelmina (Mien) Marchant (Gorinchem, 6 juni 1866 – Laren, 24 februari 1952) was een Nederlands schilder en pastellist.

## Leven en werk
Mien Marchant was een dochter van Carel Anthonij Marchant en Apollonia Jacoba van der Horst en een zuster van minister Henri Marchant. Ze was een leerling van Sieger Baukema, Martinus Wilhelmus Liernur en Tony Offermans. Ze schilderde en tekende en maakte (bloem)stillevens en portretten. Marchant woonde en werkte in Velp, Rheden en vanaf 1909 in de kunstenaarskolonie in Laren.
Marchant was lid van Sint Lucas en de Vereeniging van Beeldende kunstenaars Laren-Blaricum.  Zij nam deel aan diverse tentoonstellingen, waaronder de tentoonstellingen van Levende Meesters en De Vrouw 1813-1913.
Marchant overleed op 85-jarige leeftijd.

## Werk

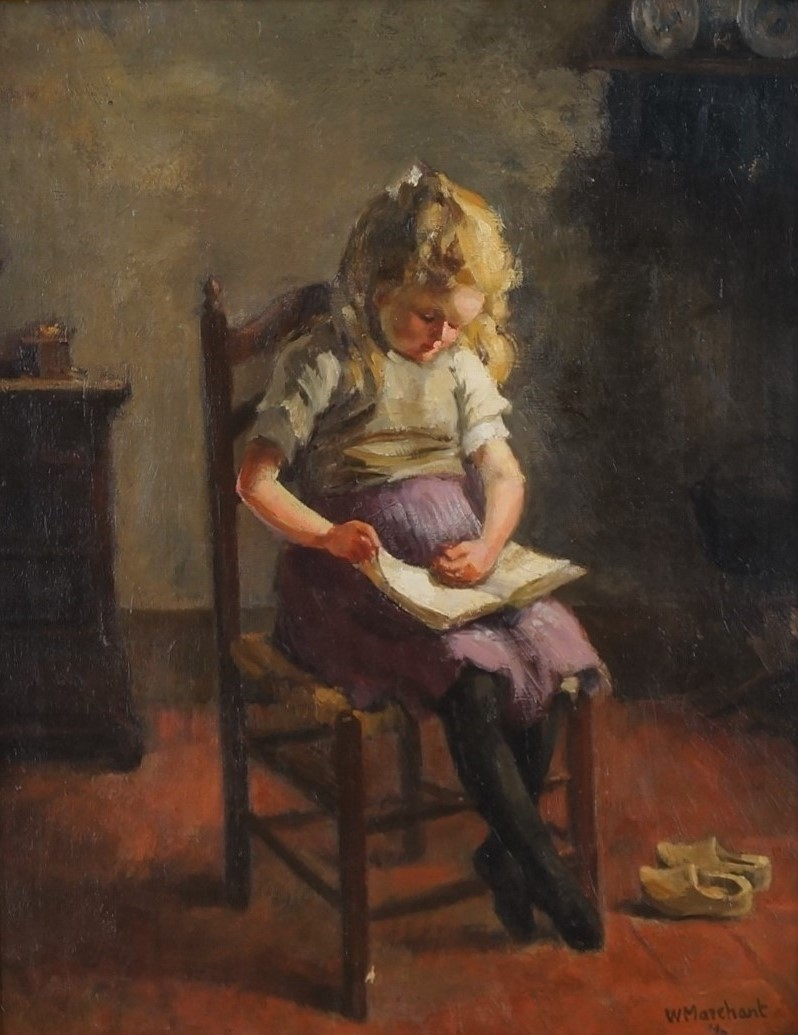
Lezend meisje
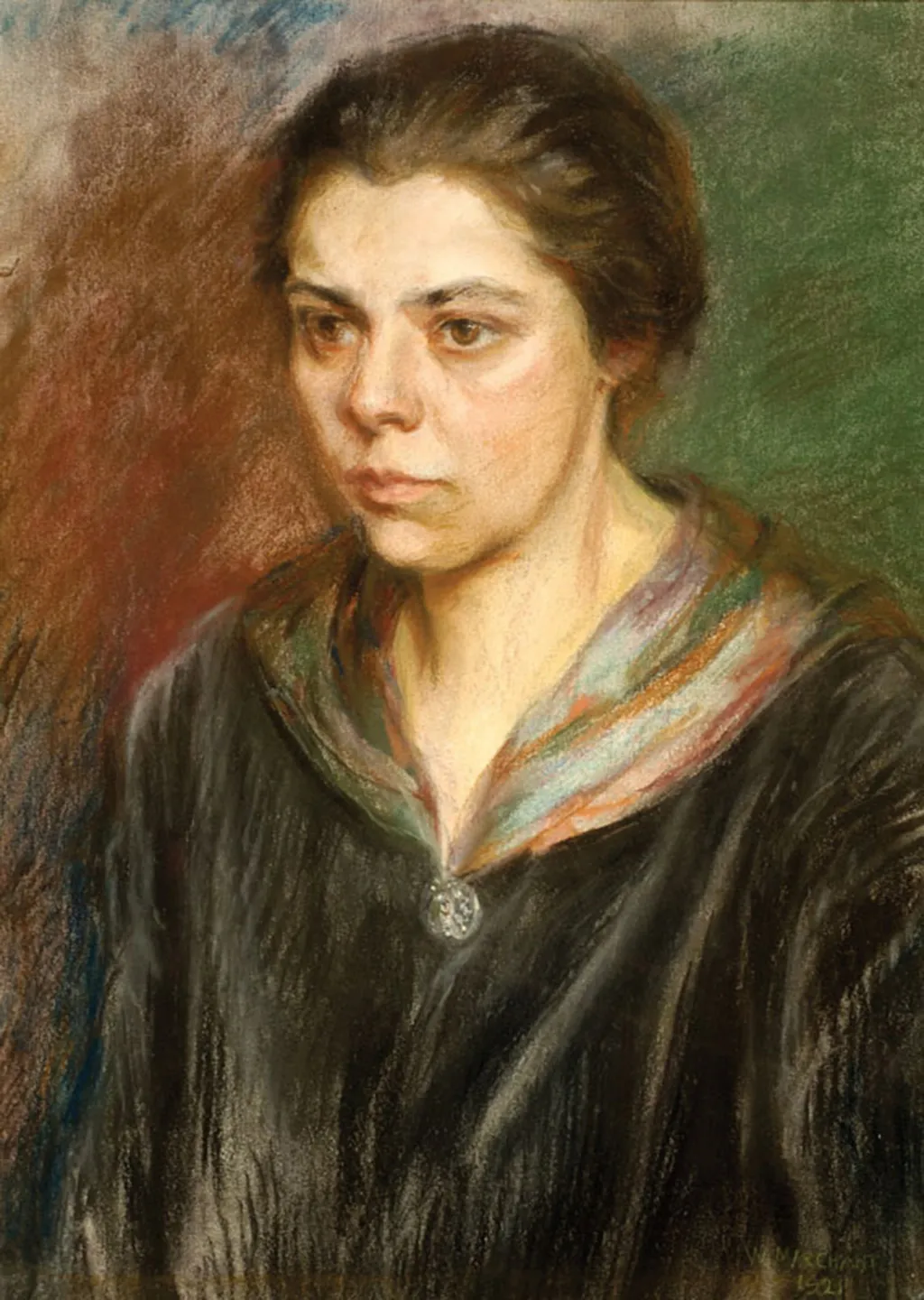
Lou Loeber
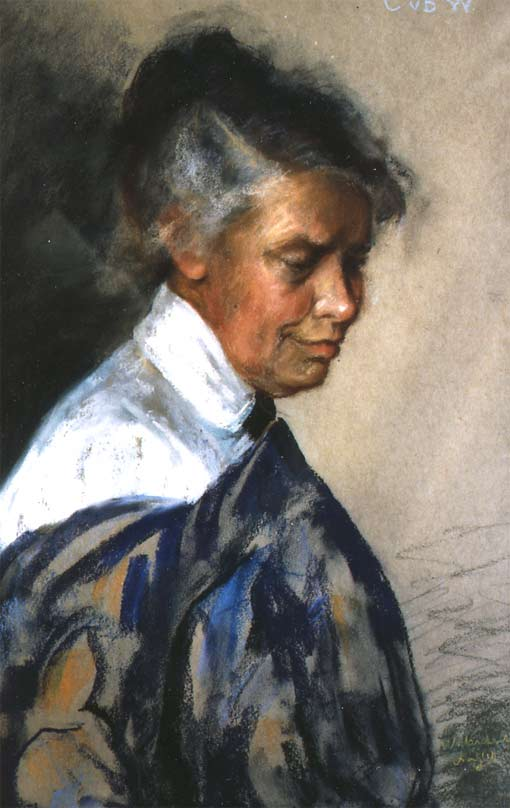
Chrisje van der Willigen
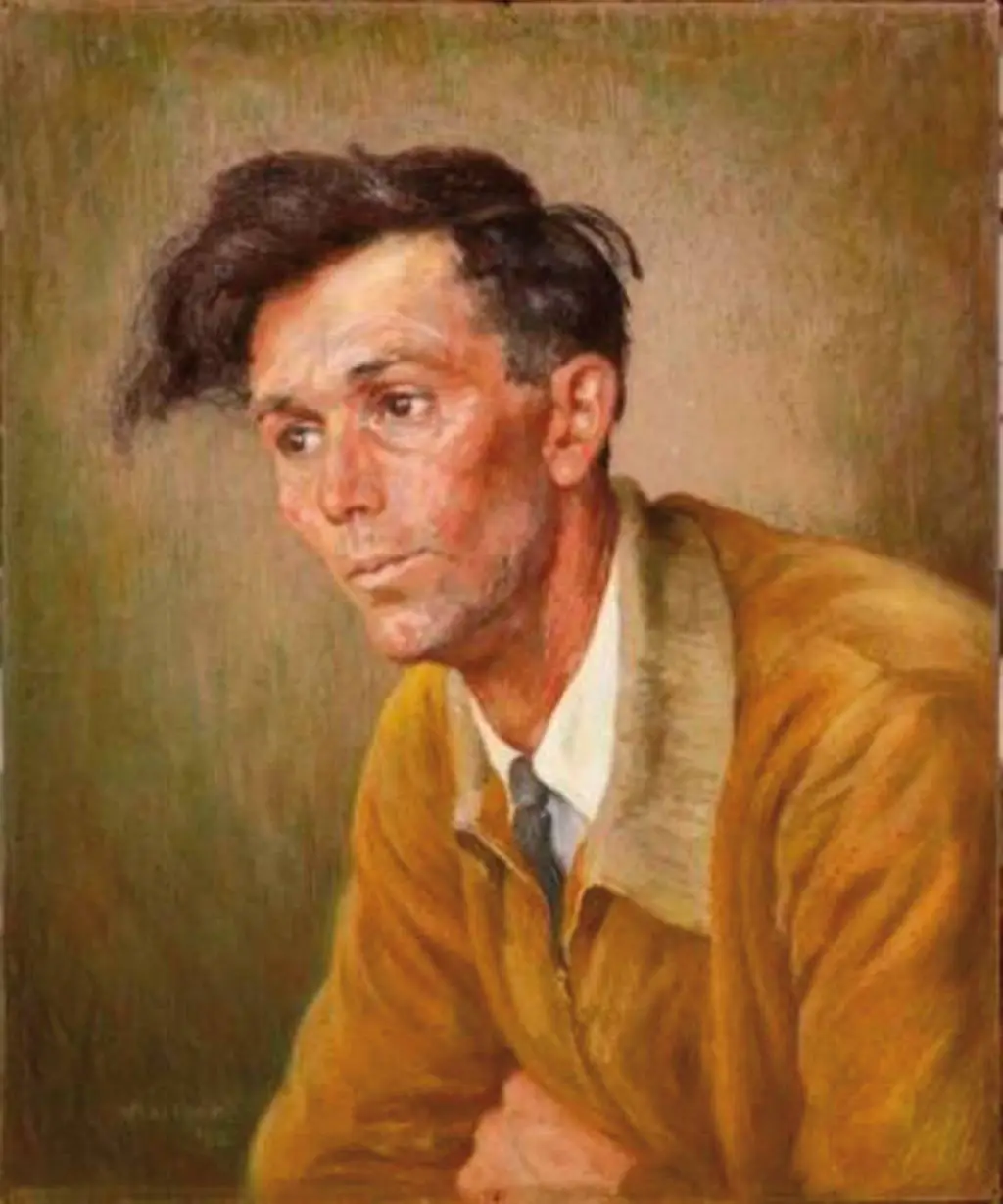
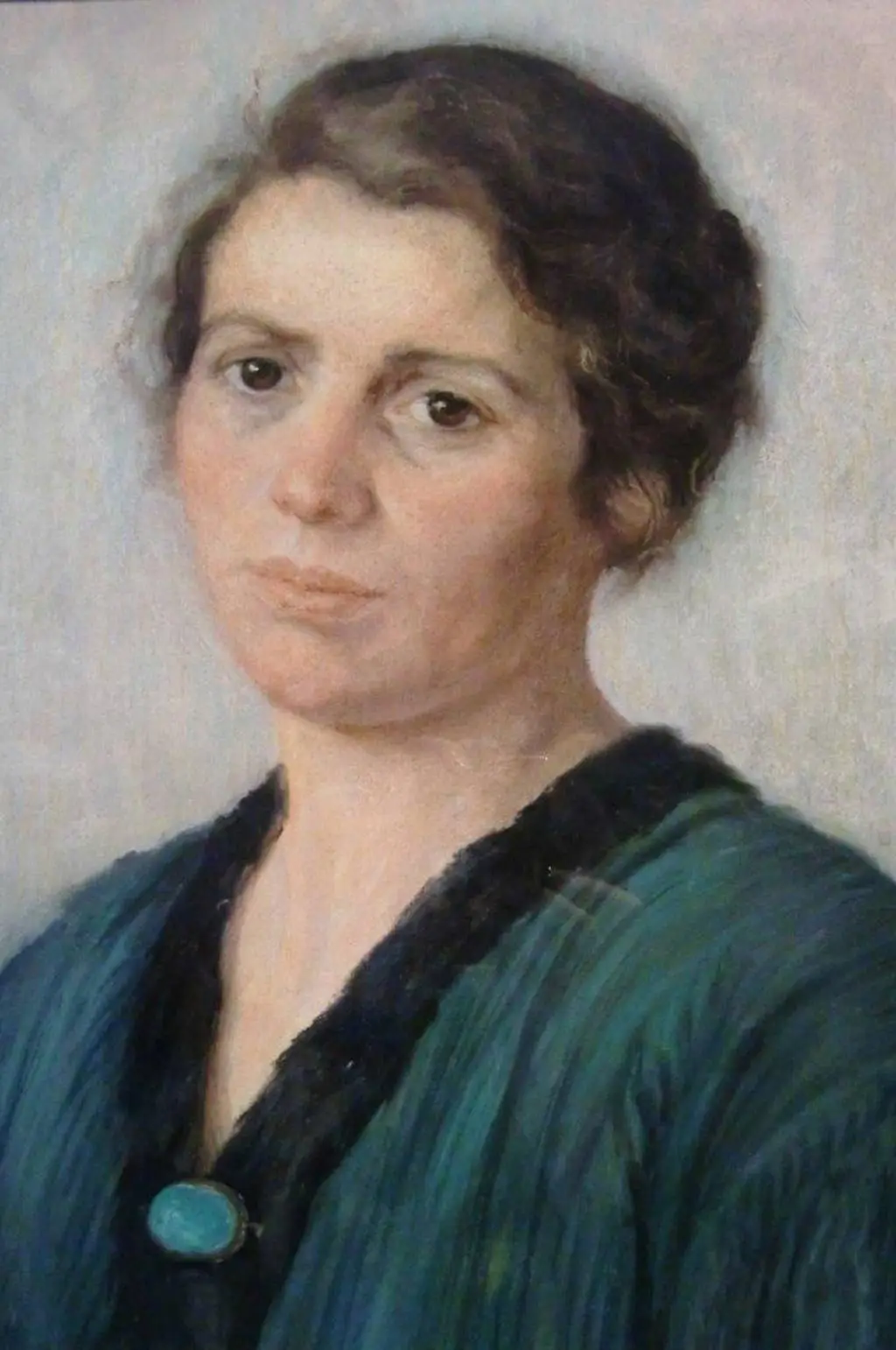